# Origin (album d'Origin)
Albums de Origin
A Coming Into Existence (démo)
(1998) Informis Infinitas Inhumanitas
(2002)
Origin est le premier album studio du groupe de brutal Death metal technique américain Origin. Il est sorti le  11 juillet 2000.

## Composition du groupe
- Mark Manning - chant
- Paul Ryan - guitare, chant
- Jeremy Turner - guitare, chant
- Doug Williams - basse
- John Longstreth - batterie

## Liste des morceaux
| 1.    | Lethal Manipulation | 2:26 |
| 2.    | Sociocide           | 4:12 |
| 3.    | Vomit You Out       | 3:20 |
| 4.    | Origin              | 2:55 |
| 5.    | Mental Torment      | 3:49 |
| 6.    | Manimal Instincts   | 3:00 |
| 7.    | Infliction          | 3:44 |
| 8.    | Disease Called Man  | 2:51 |
| 9.    | Inner Reflections   | 3:26 |
| 29:49 |                     |      |